# Визе, Тим
Тим Ви́зе (нем. Tim Wiese; 17 декабря 1981, Бергиш-Гладбах, Северный Рейн-Вестфалия, ФРГ) — немецкий футболист, вратарь, рестлер. Бронзовый призёр чемпионата мира 2010 года.

## Клубная карьера
Тим Визе — воспитанник леверкузенского «Байера», он 10 лет выступал за детские и молодёжные команды этого клуба. Во взрослом футболе дебютировал в 2000 году в составе «Фортуны» из Кёльна, в третьем немецком дивизионе. 
В ходе зимнего трансферного окна сезона 2001/02 перешёл в клуб высшего дивизиона «Кайзерслаутерн», где сначала играл за дублирующий состав в четвёртом дивизионе. Первоначально Визе был третьим вратарём после Георга Коха и Романа Вайденфеллера. После трансфера Вайденфеллера в дортмундскую «Боруссию» началась борьба между Визе и Кохом за право быть основным голкипером команды; Тим дебютировал в Бундеслиге в начале сезона 2002/03, но, пропустив в двух матчах четыре мяча, вновь уступил место Коху. После зимнего перерыва Визе всё же стал основным голкипером команды и был признан одним из самых талантливых молодых вратарей Бундеслиги. Визе был основным вратарём клуба в сезоне 2003/04, пропустив лишь два матча (из-за красных карточек). Тим оставался основным вратарём «Кайзерслаутерна» до конца ноября 2004 года, когда уступил своё место ветерану Томасу Эрнсту.

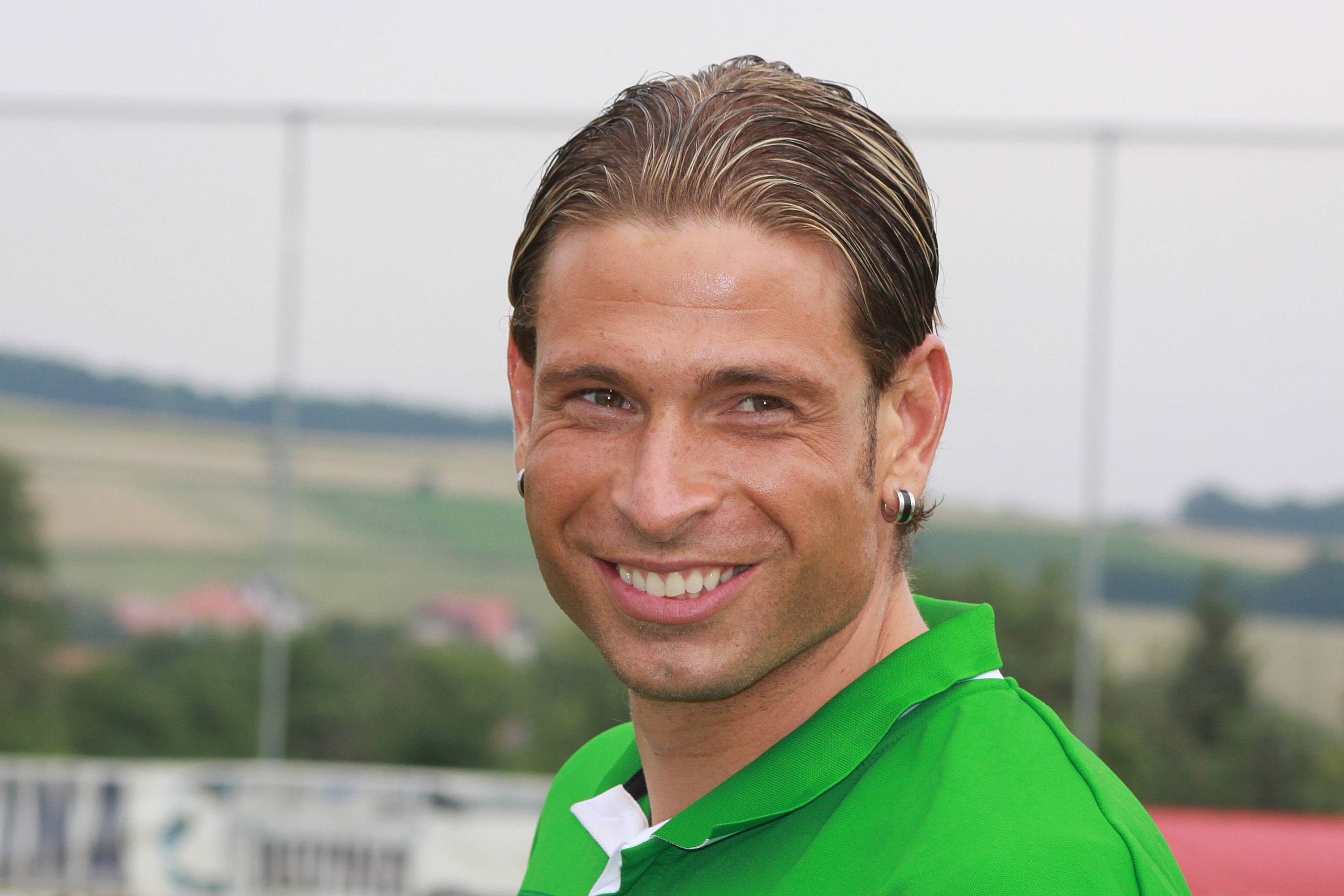
Визе в составе «Вердера», 2009 год

Визе переехал в Бремен в 2005 году, имел возможность вытеснить из основного состава постаревшего Андреаса Райнке, но порвал крестообразные связки и полностью пропустил первую половину сезона. Дебютировал в Бундеслиге в составе «Вердера» в гостевом матче против «Штутгарта» в феврале 2006 года, после серьёзной травмы Райнке, и затем оставался основным вратарём до конца сезона 2005/06.
Совершил нелепую ошибку в матче 1/8 финала Лиги чемпионов против «Ювентуса» 7 марта 2006 года: всё шло к победе «Вердера» по сумме двух матчей (3:2 в первом и 1:1 по ходу второго), но за пару минут до конца матча после навеса с фланга Павла Недведа Визе схватил мяч, прижав его к груди, но тот выскользнул из его рук и был отправлен Эмерсоном Феррейрой в пустые ворота; в итоге в следующую стадию прошёл «Ювентус».
2 мая 2012 года Тим Визе подписал контракт с «Хоффенхаймом», которому он достался бесплатно, потому что его контракт с «Вердером» заканчивается летом 2012 года. В 2013 года вратарь имел предложение от мадридского «Реала», но отказал ему, не желая роли запасного голкипера. Летом 2014 года контракт Визе с «Хоффенхаймом» закончился и игрок завершил карьеру футболиста.

## Карьера в сборной
Тим Визе дебютировал в сборной Германии 19 ноября 2008 года в матче с Англией (1:2), заменив в перерыве Рене Адлера; на 84-й минуте того матча пропустил решающий гол от Джона Терри. Был в составе сборной на чемпионате мира в ЮАР, но на поле не выходил.

## Рестлинг
В ноябре 2014 года Визе был приглашен на домашнее шоу WWE в Франкфурт, где он стал специальным тайм-кипером во время одного из матчей. Многие СМИ, особенно европейские ошибочно сообщали, что Визе подписал контракт с WWE и приступит к выступлениям. Слухи провоцировались тем, что Визе занялся бодибилдингом и к марту 2015 года набрал 129 килограммов, уточняя, что его цель — 140 кг. В июне 2016 года и в ноябре того же года он принял участие в тренировках в Подготовительном центре WWE. В ноябре 2016 года Визе принял участие в матче, который прошел на шоу WWE в Мюнхене. В этом матче Визе одержал победу.

## Достижения

### Командные
- Финалист Кубка УЕФА: 2008/09
- Серебряный призёр чемпионата Германии: 2005/06, 2007/08
- Обладатель Суперкубка Германии: 2006
- Обладатель Кубка Германии: 2008/09
- Финалист Кубка Германии: 2002/03; 2009/10
- Бронзовый призёр ЧМ-2010

### Личные
- Серебряный лавровый лист: 2010